# Ибн Абду-ль-Хакам
Ибн Абд ал-Хакам (араб. ابن عبد الحكم‎) (около 187/802-3 — 257/871) — египетский и мусульманский историк, автор «Завоевания Египта, ал-Магриба и ал-Андалуса».

## Жизнь
Абд ар-Рахман происходил из семьи известных египетских ученых. Его отец, Абдаллах ибн Абд ал-Хакам (772—829), был главой маликитов Египта. После его смерти главой маликитов стал Мухаммад, старший брат Абд ар-Рахмана. При халифе аль-Васике историк и его братья отказались принять догмат мутазилитов о сотворенности Корана. В 237/851-2 Халиф ал-Мутаваккиль потребовал конфискованное ранее имущество правителя Египта, но оно оказалось растраченным. Вернуть средства потребовали у историка и его братьев. В ходе судебного процесса один из братьев умер от побоев, а остальные должны были внести в казну около полутора миллиона динаров, в результате семья лишилась имущества и влияния.

## Труды
Полное издание книги Ибн Абд ал-Хакама опубликовано Ч. Торреем в 1922 г. Текст подготовлен им по четырем рукописям, хранящимся в Лондоне (одна), в Париже (две) и в Лейдене (одна) и описанным в каталогах соответствующих собраний.
Перевод на русский осуществил Певзнер С. Б.